# The Poet
Az 1981-es The Poet Bobby Womack nagylemeze. A Billboard 200-on a 29. helyig jutott, míg a Billboard R&B albumlistáját vezette. Szerepel az 1001 lemez, amit hallanod kell, mielőtt meghalsz című könyvben.
Három kislemez jelent meg mellé, ezek különböző helyezéseket értek el a Billboard R&B Singles listán: Secrets (55. hely), If You Think You're Lonely Now (3. hely) és Where Do We Go From Here (26. hely).

## Az album dalai
|    | Cím                            | Szerző(k)                         | Hossz |
| -- | ------------------------------ | --------------------------------- | ----- |
| 1. | So Many Sides of You           | Bobby Womack, Jim Ford            | 3:44  |
| 2. | Lay Your Lovin' on Me          | B. Womack, Patrick Moten          | 4:03  |
| 3. | Secrets                        | B. Womack, Ford                   | 3:54  |
| 4. | Just My Imagination            | Womack                            | 5:05  |
| 5. | Stand Up                       | Cecil Womack                      | 3:30  |
| 6. | Games                          | B. Womack, Roger Dollarhide       | 6:51  |
| 7. | If You Think You're Lonely Now | B. Womack, Moten, Richard Griffin | 5:30  |
| 8. | Where Do We Go from Here       | B. Womack, Ford                   | 6:40  |

## Közreműködők
- Bobby Womack – ének, gitár, háttérvokál; producer
- Dorothy Ashby – hárfa
- David T. Walker – gitár
- Eddie "Bongo" Brown – ütőhangszerek
- James Gadson – dob
- Patrick Moten – billentyűk
- Dale Ramsey – billentyűk
- Otis Smith – executive producer
- Cecil Womack – háttérvokál
- Curtis Womack – háttérvokál
- Friendly Womack – háttérvokál
- Paulinho da Costa – ütőhangszerek
- Norman Seeff – borítókép
- Barney Perkins – hangmérnök (Kendun Recorders)
- Avi Kipper, Robert Battaglia – hangmérnök (Hit City West)
- Greg Fulginiti – mastering (Artisan Sound Recorders)

## Fordítás
Ez a szócikk részben vagy egészben a The Poet (album) című angol Wikipédia-szócikk ezen változatának fordításán alapul.  Az eredeti cikk szerkesztőit annak laptörténete sorolja fel. Ez a jelzés csupán a megfogalmazás eredetét és a szerzői jogokat jelzi, nem szolgál a cikkben szereplő információk forrásmegjelöléseként.